# Głęboka (powiat strzeliński)
Głęboka – wieś w Polsce położona w województwie dolnośląskim, w powiecie strzelińskim, w gminie Strzelin.

## Podział administracyjny
W latach 1945–1954 siedziba gminy Głęboka. W latach 1975–1998 miejscowość należała administracyjnie do województwa wrocławskiego.

## Zabytki
Do wojewódzkiego rejestru zabytków wpisany jest:
- park dworski, z końca XVIII w., zmiany w końcu XIX w.